# My Head Is an Animal
My Head Is an Animal —en español: Mi cabeza es un animal— es el álbum debut de la banda indie folk islandesa Of Monsters and Men, lanzado a través del sello Record Records en Islandia el 20 de septiembre de 2011. Después del éxito de su sencillo debut, «Little Talks», la banda firmó con Universal Music Group, y lanzó su álbum en Norteamérica el 3 de abril de 2012 mediante Republic Records. El título del disco proviene de la segunda línea de la canción «Dirty Paws».

## Sencillos
«Little Talks» se publicó el 20 de diciembre de 2011 como el sencillo debut de la banda, y el primer sencillo de My Head Is an Animal. La canción le proporcionó a la banda popularidad a escala nacional en Estados Unidos; este mismo vendió más de dos millón de copias allí. El éxito del sencillo en dicho país llevó a la banda a firmar con Universal Music Group y la canción, junto con My Head Is an Animal, fueron lanzados en Norteamérica el 3 de abril de 2012. El vídeo musical de la canción se lanzó en febrero de 2012. «Dirty Paws» fue lanzado como el segundo sencillo del álbum en el Reino Unido e Irlanda. Éste se publicó el 12 de abril de 2012, conduciendo el relanzamiento del álbum en Europa. «Six Weeks» fue lanzado como sencillo promocional del álbum en el Reino Unido e Irlanda. El mismo se publicó en formato de descarga digital el 27 de agosto de 2012. «Mountain Sound» fue lanzado en Estados Unidos como el segundo sencillo del álbum, y cuarto en total.

## Recepción

### Crítica
El álbum recibió comentarios positivos por parte de los críticos de música. My Head Is an Animal obtuvo una clasificación de sesenta y seis puntos de cien en Metacritic, significando generalmente críticas positivas.

### Rendimiento comercial
El álbum debutó en Estados Unidos en el puesto número seis del Billboard 200, vendiendo 55 000 unidades en su primera semana. Esto marcó un récord del mejor rendimiento comercial de un músico islandés en la historia de Estados Unidos. El récord anterior lo tenía Björk con su álbum Volta que debutó en el número nueve del Billboard 200 en 2009. Record nuevamente superado por la banda con el álbum Beneath the Skin que debutó en el #3 con 61,000 copias. Para febrero de 2013, había vendido 673 000 en Estados Unidos.

## Lista de canciones
| My Head Is an Animal |                                                                                              |          |  |
| N.º                  | Título                                                                                       | Duración |  |
| 1.                   | «Dirty Paws»                                                                                 | 4:26     |  |
| 2.                   | «King and Lionheart»                                                                         | 4:35     |  |
| 3.                   | «Numb Bears»                                                                                 | 2:45     |  |
| 4.                   | «Sloom»                                                                                      | 4:42     |  |
| 5.                   | «Little Talks»                                                                               | 4:24     |  |
| 6.                   | «From Finner»                                                                                | 3:41     |  |
| 7.                   | «Six Weeks»                                                                                  | 5:32     |  |
| 8.                   | «Love Love Love»                                                                             | 4:02     |  |
| 9.                   | «Your Bones»                                                                                 | 4:07     |  |
| 10.                  | «Lakehouse»                                                                                  | 5:42     |  |
| 11.                  | «Yellowlight (termina con el track escondido «Sinking Man», que empieza en el minuto 13:04)» | 15:45    |  |
| 59:38                |                                                                                              |          |  |

| Relanzamiento de Universal Music Group |                      |          |  |
| N.º                                    | Título               | Duración |  |
| 1.                                     | «Dirty Paws»         | 4:26     |  |
| 2.                                     | «King and Lionheart» | 4:35     |  |
| 3.                                     | «Mountain Sound»     | 3:35     |  |
| 4.                                     | «Slow and Steady»    | 5:01     |  |
| 5.                                     | «From Finner»        | 3:41     |  |
| 6.                                     | «Little Talks»       | 4:24     |  |
| 7.                                     | «Six Weeks»          | 5:32     |  |
| 8.                                     | «Love Love Love»     | 4:02     |  |
| 9.                                     | «Your Bones»         | 4:07     |  |
| 10.                                    | «Sloom»              |          |  |
| 11.                                    | «Lakehouse»          | 5:42     |  |
| 12.                                    | «Yellowlight»        | 4:52     |  |
| 53:47                                  |                      |          |  |

| Relanzamiento de Universal Music Group; Bonus tracks de iTunes |                        |          |  |
| N.º                                                            | Título                 | Duración |  |
| 12.                                                            | «Numb Bears»           | 2:44     |  |
| 13.                                                            | «Little Talks (vídeo)» |          |  |